# قلاور پایین
قلاور پایین یا فلاور پائین روستایی در دهستان باقرآباد بخش مرکزی شهرستان محلات استان مرکزی ایران است.

## جمعیت
بر پایه سرشماری عمومی نفوس و مسکن در سال ۱۳۹۵ جمعیت این روستا ۱۸ نفر (۴خانوار) بوده‌است.